# Kazimierz Rolewski
Kazimierz Jan Adam Rolewski (ur. 2 czerwca 1887 w Poznaniu, zm. 13 marca 1936 tamże) – polski ksiądz katolicki, profesor i rektor Arcybiskupiego Seminarium Duchownego w Poznaniu oraz Sługa Boży Kościoła katolickiego.

## Życiorys
Był synem Stanisława (urzędnika kolejowego) i Elżbiety z Kinowskich. Uczęszczał do gimnazjów w Inowrocławiu (Królewskie Gimnazjum Męskie), Kostrzynie, Kwidzynie i Lipsku, w 1907 zdał egzamin dojrzałości. Podjął następnie studia teologiczne w Seminarium Duchownym w Poznaniu, święcenia kapłańskie przyjął 22 stycznia 1911(dts). Został skierowany do Saksonii, aby pełnić posługę kapłańską wśród polskich emigrantów; prowadził m.in. aktywną działalność w Bractwie św. Wojciecha w Saksonii. Po powrocie (1916) pracował w parafiach w Poznaniu-Głuszynie (wikariusz), w Starołęce (administrator), w Ceradzu Kościelnym (proboszcz w 1922) i w Ostrowie Wielkopolskim (proboszcz od 1922). W 1924 został dziekanem dekanatu ostrowskiego, kontynuował jednocześnie studia uzupełniające z historii i pedagogiki na Uniwersytecie Poznańskim oraz z teologii moralnej na Uniwersytecie Warszawskim (1928 uzyskał magisterium, rok później doktorat na podstawie pracy Przeszkody społeczne dla wolności woli). W 1927 r. został Filistrem honorowym poznańskiej Korporacji Magna-Polonia. W grudniu 1928 został przez prymasa Augusta Hlonda nominowany profesorem teologii pastoralnej i rektorem w Arcybiskupim Seminarium Duchownym w Poznaniu. Obowiązki rektora pełnił do września 1935. W ostatnich latach życia poważnie chorował (gruźlica płuc, cukrzyca); na wieść o jego śmierci prymas Hlond powiedział: 

Nie dziwiłbym się, gdyby nad otwartą jego mogiłą działy się cuda.

Ks. Rolewski został pochowany początkowo na cmentarzu archikatedralnym w Poznaniu, w 1966 spoczął w konkatedrze pw. św. Stanisława Biskupa w Ostrowie Wielkopolskim.
Był aktywnym działaczem społecznym. Udzielał się m.in. w Towarzystwie Nauczycieli Szkół Średnich i Wyższych oraz Towarzystwie Pomocy Naukowej im. Karola Marcinkowskiego. Był inicjatorem wzniesienia pomnika kardynała Ledóchowskiego w Ostrowie Wielkopolskim. Redagował pisma "Dzwon Misyjny" i "Wiadomości Parafialne". Podobno dwukrotnie odmówił przyjęcia nominacji biskupiej, został natomiast w lutym 1930 papieskim prałatem domowym. Był znanym kaznodzieją, część jego kazań ukazała się drukiem (m.in. Znaczenie papiestwa jako siły moralnej w życiu ludzkości. Kazanie na 10-lecie pontyfikatu Piusa XI, 1932); ponadto ogłosił m.in. Nauka katolicka o małżeństwie. Instrukcja duszpasterska dla oblubieńców (1930), Sakrament małżeństwa podstawą rodziny chrześcijańskiej (1931), Duszpasterstwo więzienne (1934), Droga krzyżowa dla kapłanów (1939). Przypisywano mu szczególne zdolności w nawracaniu grzeszników.

## Proces beatyfikacyjny
Z inicjatywy archidiecezji poznańskiej oraz Komisji ds. Beatyfikacji i Kanonizacji tej archidiecezji powstała propozycja wyniesienia jego na ołtarze. Ówczesny metropolita poznański abp Antoni Baraniak powołał w 1966 specjalny trybunał w celu przeprowadzenia procesu beatyfikacyjnego. Pierwsza sesja trybunału informacyjnego odbyła się 20 grudnia 1966(dts) w rezydencji abp. Baraniaka w Poznaniu. Postulatorem procesu mianowano ks. Antoniego Swobodę. Odtąd przysługuje mu tytuł Sługi Bożego.
Szczątki Sługi Bożego zostały przeniesione do kościoła farnego w Ostrowie Wielkopolskim. Toczący się proces beatyfikacyjny zahamowała śmierć wicepostulatora ks. Stanisława Jezierskiego, zmarłego 10 maja 1990. Proces beatyfikacyjny wznowiono z inicjatywy abp. Stanisława Gądeckiego. 18 stycznia 2013 w siedzibie Metropolitalnego Sądu Duchownego w Poznaniu odbyła się pierwsza sesja Komisji Historyczno-Archiwistycznej pod przewodnictwem o. dr. hab. Piotra Neumanna.

## Ordery i odznaczenia
Zarządzeniem prezydenta RP Ignacego Mościckiego z 7 listopada 1929 otrzymał Złoty Krzyż Zasługi – za zasługi na polu pracy narodowej, społecznej oraz wychowania fizycznego i przysposobienia wojskowego.